# Klingen (Kempten)
Klingen ist eine Einöde der kreisfreien Stadt Kempten (Allgäu). Sie gehörte bis 1972 zur Gemeinde Sankt Mang, die in diesem Jahr wieder zu Kempten kam.

## Geschichte
Frühe Erwähnungen des Ortes Klingen erfolgten um 1365 und 1440.
Im Jahr 1819, ein Jahr nachdem Klingen mit anderen Ortschaften zur Ruralgemeinde Sankt Mang verbunden worden war, zählte man in dem einzigen Anwesen sieben Bewohner, die zur Hauptmannschaft Lenzfried gehörten.
1900 gab es in dem Einzelhof vier Bewohner. 1954 lebten in der Einöde noch acht Einwohner. 1987 gab es kein Zählergebnis.